# NGC 7559/2
NGC 7559/2 је спирална галаксија у сазвежђу Пегаз која се налази на NGC листи објеката дубоког неба.
Деклинација објекта је + 13° 17' 49" а ректасцензија 23h 15m 46,1s. Привидна величина (магнитуда) објекта NGC 7559 износи 15,8 а фотографска магнитуда 16,0. NGC 75592 је још познат и под ознакама NGC 7559B, MCG 2-59-13, CGCG 431-28, PGC 70852.